# Эрнандес, Эдди
Эдди Габриэль Эрнандес Падилья (исп. Eddie Gabriel Hernández Padilla; родился 27 февраля 1991 года в Трухильо, Гондурас) — гондурасский футболист, нападающий сборной Гондураса.

## Клубная карьера
Эрнандес начал свою карьеру в клубе «Платенсе». В 2007 году Эдди дебютировал в чемпионате Гондураса. Он быстро завоевал место в основе команды, благодаря отличным бомбардирским навыкам. В 2012 году Эдди на правах аренды перешёл в шведский «Хеккен», но не сыграв ни одного матча уже через месяц вернулся на родину. Его новым клубом стал «Мотагуа». 17 августа 2012 года в поединке против «Вида» он дебютировал за команду. 14 октября в матче против «Вида» Эрнандес сделал «дубль», забив свои первые голы за «Мотагуа».
В начале 2014 года Эдди перешёл в «Вида». 19 января в матче против «Олимпии» он дебютировал за новый клуб. 26 января в поединке против «Виктории» Эрнандес забил свой первый гол за новую команду. В начале 2015 года Эрнандес присоединился к мексиканскому «Коррекаминос». 17 января в матче против «Сакатепек» он дебютировал в Лиге Ассенсо. В поединке против «Атлетико Сакапетек» Эдди забил свой первый гол за «Коррекаминос». После окончания аренды он вернулся в «Мотагуа».
В начале 2016 года Эрнандес на правах аренды выступал за китайский «Циндао Чжуннэн».
В начале 2017 года Эдди на правах аренды присоединился к колумбийскому «Депортес Толима».
В марте 2018 года Эрнандес подписал контракт с казахстанским клубом «Иртыш» (Павлодар), но уже в июне контракт был расторгнут.

## Международная карьера
В 2011 году в составе молодёжной сборной Гондураса Эдди принял участие в молодёжном Кубке КОНКАКАФ в Гватемале. На турнире он сыграл в матчах против команд Ямайки, Гватемалы и Панамы.
30 мая 2011 года в товарищеском матче против сборной Сальвадора Эрнандес дебютировал за сборную Гондураса, заменив во втором тайме Карло Костли.
В 2011 году Эдди был включен в заявку сборной на участие в Золотом кубке КОНКАКАФ. На турнире он был запасным и на поле так и не вышел.
Летом 2012 года Эрнандес был включен в заявку национальной команды на поездку в Лондон на Олимпийские игры. На турнире он принял участие в матче против команды Марокко.
В 2015 году в составе национальной команды Эдди принял участие в розыгрыше Золотого кубка КОНКАКАФ. На турнире он сыграл в матче против сборной Гаити, США и Панамы.

## Достижения
Индивидуальные
- Лучший бомбардир чемпионата Гондураса — Апертура 2014/2015